# Salme Riig
Salme Rosalie Riig-Reiman, tidigare Riig-Schönberg, född 12 augusti 1903 i Pärnu, Estland, död 5 september 1973, Palo Alto, Kalifornien, var en estländsk-argentinsk-amerikansk målare och grafiker.
Riig-Reiman bedrev först humanistiska studier vid Tartu universitet fram till 1934 då hon övergick till att studera konst vid konsthögskolan i Pallas 1935–1943 samt under studieresor till Tyskland, Österrike och Italien. Hon medverkade med stor framgång i flera Estländska utställningar. Hon kom som flykting till Sverige i samband med andra världskriget och medverkade här i ett flertal utställningar bland annat Estnisk konst på Värmlands museum och Estnisk och lettisk konst på Liljevalchs konsthall. I slutet av 1940-talet emigrerade hon till Argentina.